# Xylophanes libya
Xylophanes libya är en fjärilsart som beskrevs av Druce 1878. Xylophanes libya ingår i släktet Xylophanes och familjen svärmare. Inga underarter finns listade i Catalogue of Life.

## Beskrivning

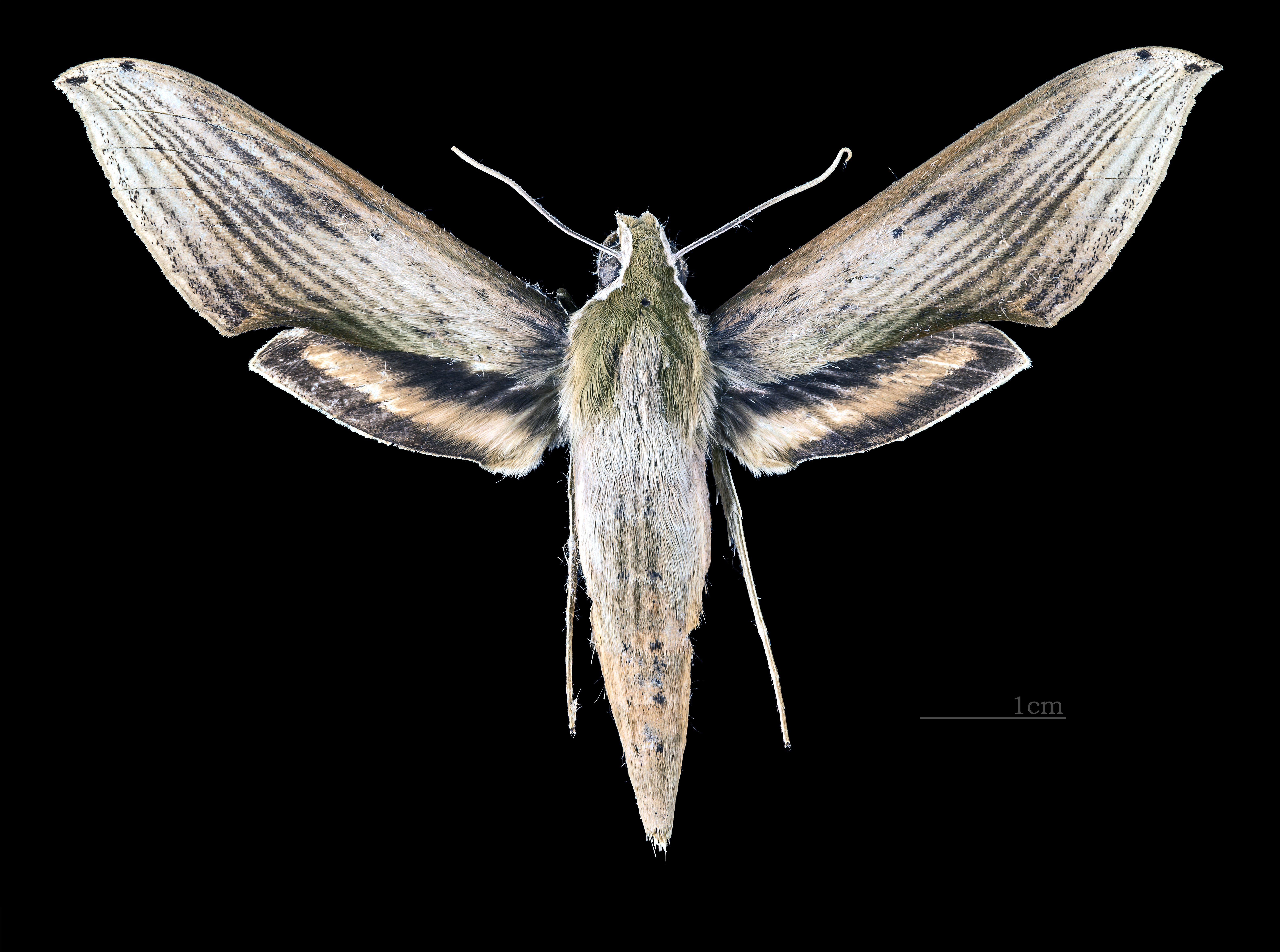
♀
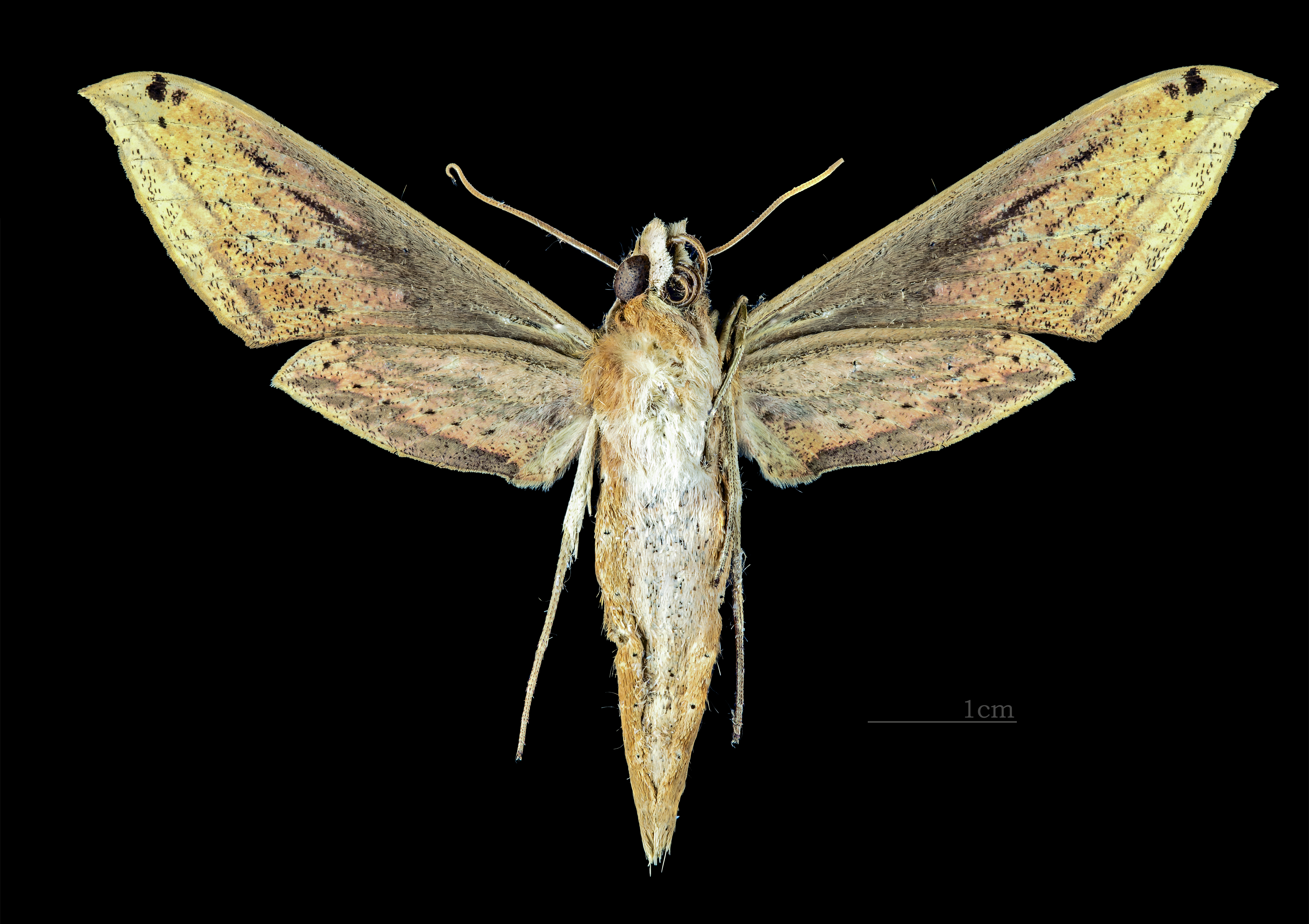
△ ♀
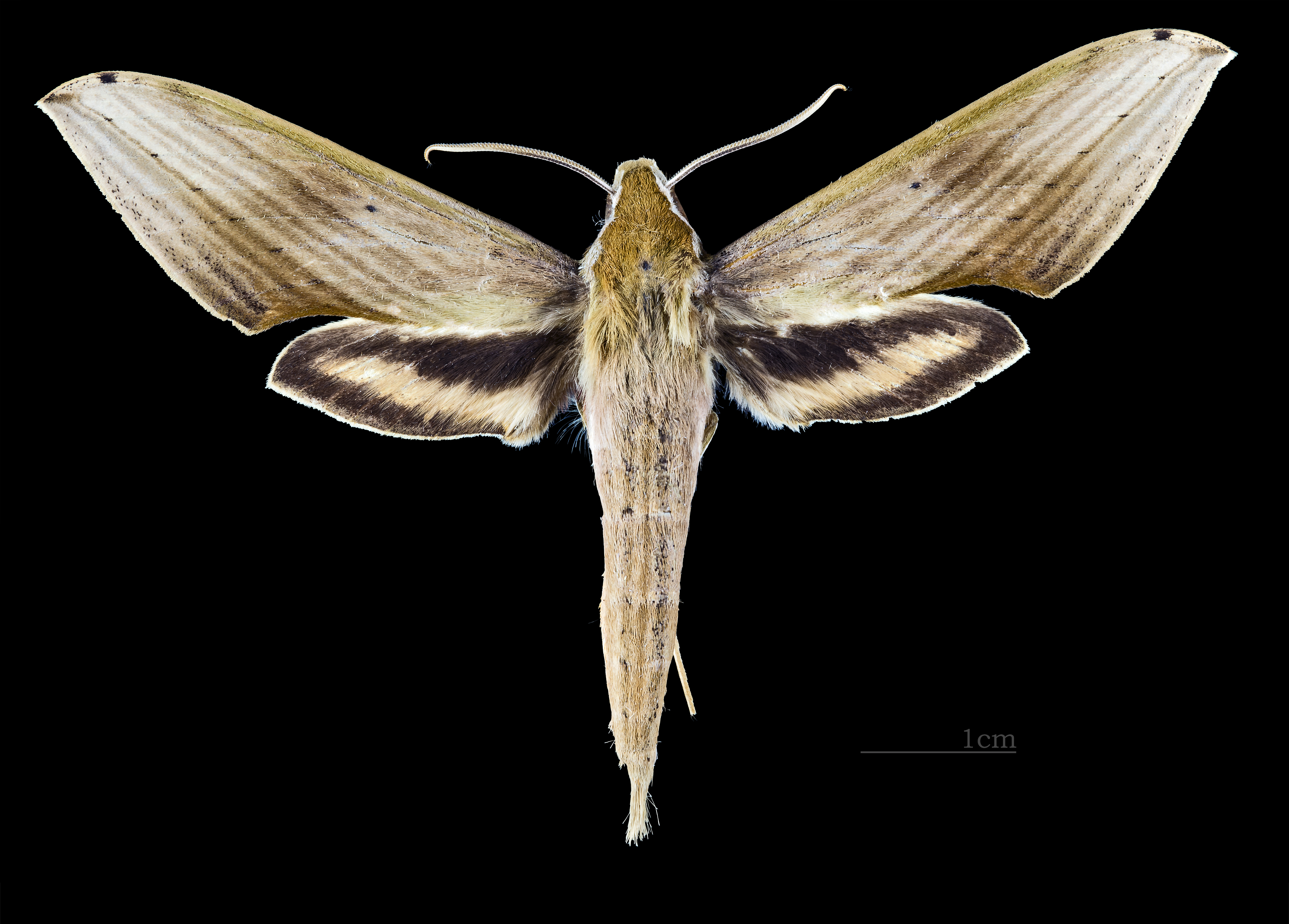
♂
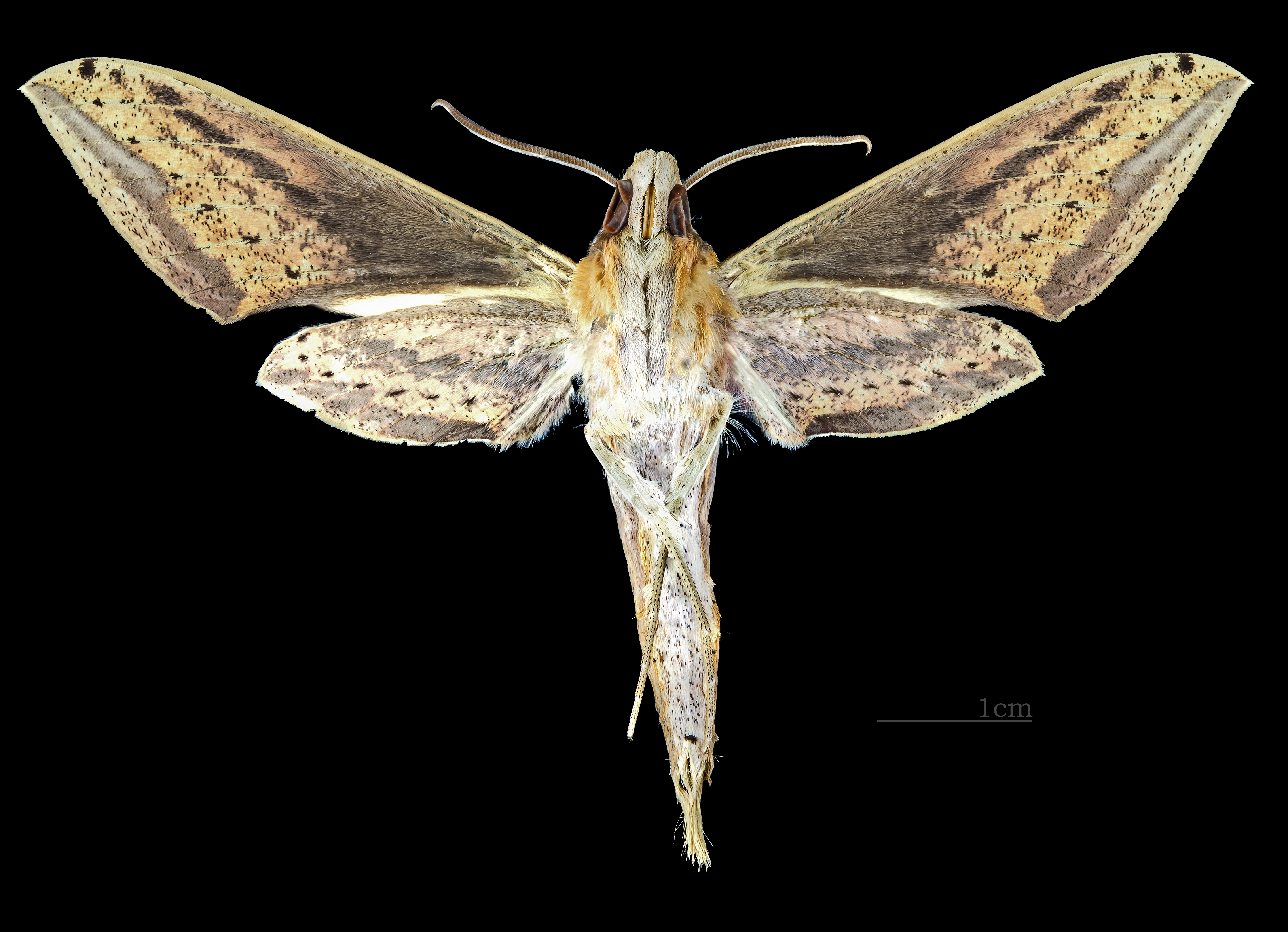
♂ △